# İsmet Özel
İsmet Özel (* 19. September 1944 in Kayseri) ist ein türkischer Dichter und Essayist.

## Leben
Özel ist das sechste Kind eines Polizeibeamten aus Söke. Er besuchte eine Primar- und die Sekundarschule in Kastamonu, Çankırı und Ankara. 1962 begann er mit dem Studium an der Politikwissenschaftlichen Fakultät der Universität Ankara, das er aber nicht zu Ende führte. Zwischenzeitlich arbeitete er für verschiedene Gewerkschaften und schloss 1977 ein Studium der Französischen Sprache und Literatur an der Hacettepe-Universität ab. Später gründete er den Verlag Çıdam.
Von 1980 bis zu seiner Pensionierung 1998 war er Lektor für Französisch am Istanbuler Staatskonservatorium und an der Mimar-Sinan-Universität. Seine Sendung İsmet Özel’le basbasa (Unter vier Augen mit Ismet Özel) beim Fernsehsender Kanal 7 thematisierte künstlerische, politische und gesellschaftliche Problemfelder.  
1985 wurde İsmet Özel von der Vereinigung Türkischer Schriftsteller zum Essayisten des Jahres gekürt, 1985 zeichnete man ihn mit dem Gabriela-Mistral-Preis aus.
İsmet Özel lebt in Istanbul.

## Werk
İsmet Özels erstes Gedicht Yorgun (Erschöpft) erschien 1963 in der Zeitschrift Yelken. Seine Gedichte bleiben zwar formal der Moderne treu, zeichnen sich aber durch ihre Expressivität aus. Nach dem Militärputsch von 1971 wandelte sich Özel, der vorher der radikalen Linken und dem sozialistischen Realismus nahegestanden hatte, zum islamischen Intellektuellen und Dichter und ließ diese Haltung auch in seine Lyrik einfließen.

### Bibliographie

#### Gedichte
1. Geceleyin Bir Koşu (A Run in the Night)
2. Evet, İsyan (Yes, Rebel)
3. Cinayetler Kitabı (The Book of Murders)
4. Celladıma Gülümserken (When I Smile at My Executioner)
5. Erbain (The poems of 40 Years)
6. Bir Yusuf Masalı (A Fairytale About Yusuf)
7. Çatlıycak Kadar Aşkî
8. Of Not Being a Jew

#### Bücher
1. Üç Mesele
2. Zor Zamanda Konuşmak
3. Taşları Yemek Yasak (It is Prohibited to Eat the Stones)
4. Bakanlar ve Görenler
5. Faydasız Yazılar
6. İrtica Elden Gidiyor
7. Surat Asmak Hakkımız
8. Tehdit Değil Teklif
9. Waldo Sen Neden Burada Değilsin?
10. Sorulunca Söylenen
11. Cuma Mektupları - 1
12. Cuma Mektupları - 2
13. Cuma Mektupları - 3
14. Cuma Mektupları - 4
15. Cuma Mektupları - 5
16. Cuma Mektupları - 6
17. Cuma Mektupları - 7
18. Cuma Mektupları - 8
19. Cuma Mektupları - 9
20. Cuma Mektupları - 10
21. Tahrir Vazifeleri
22. Neyi Kaybettiğini Hatırla
23. Ve'l-Asr
24. Tavşanın Randevusu
25. Bilinç Bile İlginç
26. Şiir Okuma Kılavuzu
27. 40 Hadis
28. Henry Sen Neden Buradasın-1
29. Henry Sen Neden Buradasın-2
30. Kalıntürk
31. Çenebazlık
32. Şairin Devriye Nöbeti 1 - Tok Kurda Puslu Hava
33. Şairin Devriye Nöbeti 2 - Bileşenleriyle Basit
34. Şairin Devriye Nöbeti 3 - Neredeyizim
35. Şairin Devriye Nöbeti 4 - Ebruli Külah
36. Şairin Devriye Nöbeti 5 - Evet mi Hayır mı? Sınıf Savaşı Evet Milli Mücadele Hayır

#### Interviews
1. Sorulunca Söylenen
2. Genç Bir Şairden Genç Bir Şaire Mektuplar (Letters from a Young Poet to a Young Poet, correspondence with Ataol Behramoğlu, 1995),

#### Übersetzungen
1. Siyasi Felsefenin Büyük Düşünürleri
2. Gariplerin Kitabı
3. Osmanlı İmparatorluğu ve İslami Gelenek
4. Bilim Kutsal Bir İnektir

| Personendaten    | Personendaten                   |
| ---------------- | ------------------------------- |
| NAME             | Özel, İsmet                     |
| KURZBESCHREIBUNG | türkischer Dichter und Essayist |
| GEBURTSDATUM     | 19. September 1944              |
| GEBURTSORT       | Kayseri                         |